# Innamorarsi in un giorno di pioggia
Innamorarsi in un giorno di pioggia (Sheltering Rain) è un romanzo dell'autrice britannica Jojo Moyes, pubblicato nel 2002. In italiano inizialmente è stato edito come Foto di famiglia; nel 2014, la Mondadori ha pubblicato una nuova traduzione, che porta il titolo Innamorarsi in un giorno di pioggia.
Il libro è stato tradotto in norvegese, francese, portoghese, spagnolo, russo, rumeno, ucraino, ceco e varie altre lingue.

## Trama
Hong Kong 1953. Joy nel giorno dell'incoronazione della regina Elisabetta conosce il suo futuro marito, Edward e nel giro di 24 ore decidono di sposarsi, nonostante la perplessità di sua madre Alice. La decisione repentina di Joy è dovuta sia al fatto che è innamorata di Edward, sia dal fatto che vuole emanciparsi dalla famiglia e soprattutto dalla madre, che è sempre profondamente critica nei confronti della figlia e molto legata alle tradizioni ed ai formalismi.
Londra, 1997. Kate, la figlia di Joy, si sta separando dal compagno Geoff perché si è innamorata di un altro uomo. Per affrontare meglio la situazione, decide di mandare la figlia sedicenne Sabine, in Irlanda, a casa dei suoi genitori. Kate ha interrotto i rapporti con la famiglia parecchio tempo prima, quando era rimasta incinta di Sabine. Poiché i genitori non avevano accettato di buon grado la gravidanza della figlia, Kate era fuggita a Londra.
Sabine si ritrova quindi in una casa di estranei, con le sue vecchie regole e la sua organizzazione maniacale. Il nonno Edward è molto malato, praticamente vive nella sua stanza, mentre la nonna Joy è molto rigida, e si preoccupa per lo più dei suoi cavalli. La ragazza si trova quindi in una situazione di isolamento e per lei è molto difficile far passare le giornate. Riesce ad instaurare in rapporto di amicizia con la domestica, la Signora H e sua figlia Annie, e Thom il responsabile delle scuderie che ha una protesi al posto di una mano. 
Con Annie instaura un rapporto confidenziale benché la donna sia molto depressa perché ha perso sua figlia in un incidente.
Anche con Thom ha un rapporto abbastanza intimo e la giovane ragazza è un po' infatuata dell'uomo. Grazie a Thom riprende a cavalcare e partecipa anche, nonostante sia vegetariana, ad una battuta di caccia alla volpe, con profonda gioia di Joy. I rapporti con la nonna vanno via via migliorando, grazie anche ad un baule contenente delle vecchie foto che Sabine trova nello studio. All'inizio Joy non vuole che la nipote si intrometta nel suo passato, ma man mano nonna e nipote si avvicinano grazie ai racconti di Joy e del suo passato. Joy ed Edward da giovani hanno viaggiato molto e vissuto in molto posti fino ad arrivare in Irlanda. Anche se apparentemente sono la coppia perfetta, non sono sempre state rose e fiori.
Un giorno Edward si sente male e finisce in ospedale. Kate è costretta ad andare dopo tanti anni a casa dei genitori. In questa occasione incontra dopo tanto tempo anche il fratello Christopher. I rapporti tra fratello e sorella non sono dei migliori, così come tra Christopher e Sabine, e tra Kate e Joy. Tutti accusano tutti di qualcosa. Sabine è molto più vicina ai nonni che alla madre, alla quale rimprovera di avere cambiato fin troppi compagni. Kate d'altra parte è ancora in collera coi genitori perché l'hanno costretta ad andare via di casa quando era incinta ed è in collera anche con il fratello perché quest'ultimo è solo interessato ai soldi dei genitori.
Nel frattempo Kate e Thom si rincontrano dopo tanti anni. L'uomo è ancora innamorato di Kate, nonostante il tempo che è passato è l'unica donna che abbia mai amato.
Edward dopo un lungo periodo di malattia muore. Le tre donne sono tristi per la perdita, ma finalmente trovano il modo di riconciliarsi tra di loro e di essere finalmente una famiglia.

## Personaggi
- Joy, protagonista del romanzo, negli anni 50 è una giovane donna anticonformista che non accetta le rigide regole dell'epoca. Amante dei cavalli, è profondamente innamorata del marito. Da anziana invece è molto legata alle sue tradizioni, non riesce a manifestare i propri sentimenti.
- Kate, figlia di Joy. Si è sempre sentita inadeguata alla famiglia. Dopo essere rimasta incinta di Sabine fugge a Londra dove intraprende la carriera di giornalista. È stata legata sentimentalmente a diversi uomini, ma le sue storie sono sempre naufragate.
- Sabine, figlia di Kate, non accetta il fatto che la madre cambi spesso partner. Non ha mai avuto una vera famiglia e quando si trova dai nonni all'inizio rimane spiazzata dal modo in cui vivono, ma poi comincia ad apprezzare quello stile di vita e si lega molto sia a Joy che ad Edward. Allaccia uno rapporto di amicizia anche con Thom, del quale risulta infatuata tanto da provare a sedurlo.
- Thom, si occupa delle scuderie di Joy. Da giovane era stato un promettente fantino, ma a causa di un incidente perse una mano. Cessata ogni speranza di carriera torna in Irlanda. Sin da giovane è stato innamorato di Kate.

## Edizioni in italiano
- Jojo Moyes, Foto di famiglia, traduzione di Stefania De Franco e Isabella Ruggi, Milano: Sonzogno, 2002
- Jojo Moyes, Innamorarsi in un giorno di pioggia, traduzione di Maria Grazia Bosetti e Raffaella Brignardello, Milano: Oscar Mondadori, 2014